# Epipactis flaminia
Epipactis flaminia là một loài thực vật có hoa trong họ Lan. Loài này được P.R.Savelli & Aless. mô tả khoa học đầu tiên năm 1994.